# Architektura & Urbanismus
Architektura & Urbanismus nebo A&U je slovensko-český teoretický časopis pro architekturu a urbanismus. Časopis vydává Ústav stavebnictví a architektury Slovenské akademie věd.

## Zaměření
Zaměřuje se na současný stav, historii, filozofii a kulturu. Zabývá se vztahem architektury a urbanismu k umění, technice a k životnímu prostředí, metodami hodnocení a kritiky architektonické a urbanistické tvorby a hodnocením významných architektů, architektonických děl a období.
Časopis uveřejňuje studie, které odpovídají jeho tematickému zaměření (rozsah cca 20 stránek), dále také diskusní příspěvky k publikovaným článkům, recenze knih a informace o práci výzkumných pracovišť (anotace výzkumných úkolů, téze dizertačních prací, informace o významných konferencích atd.), které se věnují teorií architektury a urbanismu.
Texty jsou ve slovenštině, češtině a angličtině. Šéfredaktorem je prof. Ing. arch. Matúš Dulla, DrSc. a redaktorka je Doc. Dr. Ing. arch. Henrieta Moravčíková.